# Parque nacional Kora
El Parque Nacional Kora es una reserva natural que se encuentra en la provincia costera en Kenia. El parque ocupa un área de 1.788 kilómetros cuadrados, y está localizado a 125 km al este del monte Kenia. El parque fue inicialmente establecido como una reserva natural en 1973, pasando a ser un parque nacional en 1989, después de la muerte de George Adamson por cazadores furtivos.
El parque nacional Meru y el río Tana delimitan 65 km del límite norte del parque. Su límite este está delimitado por el río Mwitamvisi. El parque tiene varios ríos estacionales.
La topografía del parque varía suavemente desde los 490 m en el suroeste hasta una altitud aproximada de 270 m en el noreste. La zona central del parque es una penillanura ondulada, de la que emergen ciertos inselbergs, colinas romas o grandes rocas que surgen repentinamente desde la llanura. Los más altos de estos inselbergs son Mansumbi (488m), Kumbulanwa (450m) y Kora Rock (442m).
Hay una gran variedad de especies animales en el parque, incluyendo al caracal, guepardo, elefante, jineta, hipopótamo, hiena moteada y listada, leopardo, león, serval, gato salvaje y varios tipos de antílope. La vegetación del parque está formada en su mayoría por acacias dispersas. También hay bosques de ribera de la palmera (Hyphaene thebaica) y álamos del río Tana.
El parque tuvo serios problemas con los cazadores furtivos en los años 1980 y 1990, hasta el punto de que George Adamson y dos de sus asistentes fueron asesinados por furtivos en el en 1989. Adamson está enterrado en el parque.